# Rivula microsticta
Rivula microsticta là một loài bướm đêm trong họ Erebidae.